# Gingerolo
Il gingerolo o [6]-gingerolo è un composto fitochimico terpenico (sesquiterpene) presente nello zenzero fresco che attiva i recettori delle spezie sulla lingua ed è il costituente attivo dello zenzero fresco. Le proprietà del gingerolo sono simili a quelle della capsaicina e piperina (anche se la struttura della piperina è molto diversa), i composti che danno al peperoncino e al pepe nero la caratteristica piccantezza.
Si presenta normalmente come un olio giallo pungente nel rizoma di zenzero, ma può anche formare un solido cristallino a bassa fusione. Questo composto chimico si trova in tutti i membri della famiglia delle Zingiberaceae ed è molto presente nei grani del paradiso e in una specie di zenzero africano.
La cottura dello zenzero trasforma il gingerolo attraverso una reazione aldolica inversa in zingerone, che è meno pungente e ha un aroma speziato-dolce. Quando lo zenzero viene essiccato o leggermente riscaldato, il gingerolo subisce una reazione di disidratazione formando shogaoli, circa due volte più pungenti del gingerolo. Questo spiega perché lo zenzero essiccato è più pungente di quello fresco.
Lo zenzero contiene anche [8]-gingerolo, [10]-gingerolo e [12]-gingerolo, considerati collettivamente gingeroli.

## Potenziale fisiologico
In una meta-analisi preclinica di composti gingerolici sono state riportate proprietà antitumorali, antinfiammatorie, antimicotiche,  antiossidanti, neuroprotettive e gastroprotettive, che comprendono studi in vitro e in vivo. Alcuni studi in vivo suggeriscono che i gingeroli facilitano una sana regolazione del glucosio per i diabetici. Numerosi studi hanno riguardato gli effetti dei gingeroli su una vasta gamma di tumori a prostata, mammella, pelle, ovaio, polmone, pancreas, colon-retto e leucemia.
Mentre molti dei meccanismi chimici associati agli effetti dei gingeroli sulle cellule sono stati studiati a fondo, pochi sono stati i test clinici per osservare gli impatti fisiologici dei gingeroli nell'uomo.. Ciò è dovuto all'elevata variabilità dei fitochimici naturali e alla mancanza di efficacia nella ricerca. La maggior parte delle medicine a base di erbe, che includono i gingeroli, sono soggette alle restrizioni della Food and Drug Administration negli Stati Uniti, e i metodi sperimentali non hanno superato i controlli, il che ha ridotto il valore della ricerca fitochimica. Le cure a base di erbe non vengono testate al fine di garantirne la qualità, la potenza e l'efficacia in contesti clinici a causa della mancanza di finanziamenti nella ricerca medica orientale. La maggior parte delle ricerche sul [6]-gingerolo è stata condotta su topi (in vivo) o su tessuto umano in coltura (in vitro) e potrebbe essere utilizzata in futuro per discutere di possibili applicazioni per il controllo multi-bersaglio delle malattie.
In un'indagine sulle capacità antimicotiche del gingerolo una specie africana dello zenzero è risultata più efficace nei composti di gingerolo e shogaolo rispetto al parente indonesiano più coltivato.  Testato per le proprietà antifungine, contro 13 agenti patogeni umani lo zenzero africano è stato tre volte più efficace del corrispettivo commerciale indonesiano.  Si pensa che i composti del gingerolo lavorino insieme ad altri prodotti fitochimici inclusi shogaoli, paradoli e zingerone.
In una meta-analisi che esamina molti diversi effetti fitochimici sul carcinoma prostatico (due studi specifici condotti su topi), i composti del [6]-gingerolo hanno indotto l'apoptosi nelle cellule tumorali interferendo con la membrana mitocondriale. Sono stati inoltre osservati meccanismi associati all'interruzione delle proteine della fase G1 per fermare la riproduzione delle cellule tumorali, che è anche un beneficio associato di altri studi antitumorali rilevanti. Il principale meccanismo con cui i fitochimici del gingerolo agiscono sulle cellule tumorali sembra essere la distruzione delle proteine.
L'attività anti-cancerogena del [6]-gingerolo e del [6]-paradolo è stata analizzata in uno studio osservando i meccanismi cellulari associati al carcinoma della pelle di topo che hanno preso di mira le proteine attivatrici associate all'avvio del tumore. I composti di gingerolo hanno inibito la trasformazione delle cellule normali in cellule tumorali bloccando le proteine AP-1. Quando il cancro si è sviluppato, il paradolo ha agevolato l'apoptosi grazie alla sua attività citotossica. Il [6]-gingerolo mostra capacità di arresto del ciclo cellulare, azione apoptotica e degradazione del recettore delle cellule accoppiate con enzimi nelle cellule tumorali e interrompe la proliferazione inibendo la traduzione delle proteine di ciclina necessarie per la replicazione durante la fase G1 e G2 della divisione cellulare.  Per promuovere l'apoptosi nelle cellule tumorali, il citocromo c viene espulso dai mitocondri, il che interrompe la produzione di ATP lasciando un mitocondrio disfunzionale. Il citocromo c assembla un apoptosoma che attiva la Caspasi-9 e avvia una cascata di caspasi, scindendo efficacemente il DNA in istoni e promuovendo l'apoptosi. Il [6]-gingerolo inibisce anche le proteine anti-apoptotiche Bcl-2 sulla superficie dei mitocondri, il che a sua volta aumenta le capacità delle proteine pro-apoptotiche Bcl-2 di iniziare la morte cellulare. Le cellule tumorali presentano elevate quantità di proteine attivatrici dell'ormone della crescita che vengono espresse attraverso vie di segnalazione accoppiate agli enzimi. Fermando la fosforilazione della PI-3-chinasi, la proteina Akt non può legarsi con il suo dominio PH, disattivando efficacemente il segnale a valle. Mantenere successivamente le proteine cattive legate alle proteine anti-apoptotiche impedendo loro di promuovere la crescita cellulare e dando quindi luogo a un doppio percorso di segnalazione cellulare negativo per promuovere l'apoptosi.
Le cellule coltivate di carcinoma mammario umano sono state sottoposte a varie concentrazioni di [6]-gingerolo per determinare gli impatti sulle cellule vive. Questi risultati dipendenti dalla concentrazione hanno concluso che non vi era alcun impatto a 5 μM ma una riduzione del 16% si è verificata a 10 μM. Il [6]-gingerolo ha preso di mira tre proteine specifiche nelle cellule del cancro al seno che promuovono la metastasi e mentre l'adesione è rimasta relativamente invariata, il [6]-gingerolo ha inibito l'invasione e l'aumento delle dimensioni delle cellule tumorali. Questo studio suggerisce che il meccanismo con cui la crescita delle cellule tumorali è stata influenzata era dovuto a una riduzione dell'mRNA specifico che trascrive per gli enzimi degradanti extracellulari chiamati metalloproteinasi della matrice (MMP). Un esame con cellule umane in vitro ha mostrato le capacità dei gingeroli nella lotta allo stress ossidativo. I risultati hanno concluso che il gingerolo ha avuto effetti anti-infiammatori sebbene lo shogaolo abbia mostrato gli effetti più promettenti nella lotta contro i radicali liberi. Vi è stata una risposta inversa alla concentrazione-dose, in quanto all'aumentare della concentrazione del dosaggio, la quantità di radicali liberi nelle cellule diminuiva.
Il cisplatino è un farmaco chemioterapico che se usato in dosi elevate provoca insufficienza renale che è considerato un fattore limitante per questo farmaco salvavita. Usando [6]-gingerolo ha prevenuto l'insorgenza di insufficienza renale nei ratti. Il [6]-gingerolo ha inoltre migliorato la produzione di glutatione in risultati dose-dipendenti, il che ha suggerito che maggiore era il dosaggio, maggiore era l'effetto del gingerolo.
Si ritiene che i composti del gingerolo aiutino i pazienti diabetici a causa dell'aumento del glutatione, un fattore regolatore delle tossine cellulari. Gli effetti anti-iperglicemici sono stati studiati in topi diabetici e gravemente obesi. I composti di gingerolo hanno aumentato l'assorbimento del glucosio nelle cellule senza la necessità di un attivatore di insulina sintetico, aumentando al contempo il glucosio a digiuno e diminuendo la tolleranza al glucosio. In uno studio diverso, gli esatti meccanismi metabolici associati ai benefici fisiologici dei fitochimici del gingerolo hanno concluso che vi era un aumento dell'attività enzimatica (CAT) e della produzione di glutatione, riducendo il colesterolo lipoproteico e migliorando la tolleranza al glucosio nei topi. La cardio-aritmia è un effetto collaterale comune nei pazienti diabetici e gli effetti antinfiammatori del gingerolo hanno soppresso i rischi abbassando i livelli di glucosio nel sangue in vivo.
Le proprietà antiossidanti del [6]-gingerolo sono state considerate una difesa contro l'Alzheimer. Uno studio ha osservato i meccanismi molecolari responsabili della protezione contro la frammentazione del DNA e il potenziale deterioramento della membrana mitocondriale delle cellule che suggerisce un supporto neuroprotettivo del gingerolo. Questo studio indica che lo zenzero regola la produzione di glutatione nelle cellule, comprese le cellule nervose, attraverso proprietà antiossidanti che riducono il rischio di Alzheimer nelle cellule di neuroblastoma umano e ippocampali di topo.
Mentre molti studi suggeriscono il basso rischio di usare sostanze fitochimiche allo zenzero per combattere il danno da ossidazione alle cellule, ci sono alcuni studi che suggeriscono potenziali effetti genotossici. In uno studio una dose troppo elevata verso le cellule di epatoma umano ha provocato la frammentazione del DNA, il danno cromosomico e l'instabilità della membrana degli organelli che potrebbero provocare un comportamento apoptotico. In un altro studio il [6]-gingerolo ha inibito in particolare il tasso metabolico dei ratti quando somministrato per iniezione intraperitoneale, inducendo una reazione ipotermica, tuttavia, se consumato per via orale in eccesso, non si sono verificate variazioni della temperatura corporea.

## Biosintesi
Sia lo zenzero (Zingiber officinale) che la curcuma (Curcuma longa) erano stati sospettati di utilizzare la via dei fenilpropanoidi e produrre prodotti sintetici di polichetide sintetico di tipo III basati sulla ricerca della biosintesi del 6-gingerolo di Denniff e Whiting nel 1976 e dalla ricerca di Schröder in 1997. Il 6-gingerolo è il principale gingerolo nei rizomi di zenzero e possiede alcune interessanti attività farmacologiche come l'effetto analgesico.